# 고바우 영감

고바우 영감 탄생 50주년 기념우표

〈고바우 영감〉은 김성환이 그린 시사만화로서 1950년에 주간지 <만화신보>를 통해 첫선을 보이고 1955년 2월 1일에 동아일보에 연재를 시작한 네컷 만화이다.
1980년에 조선일보로 자리를 옮겼고, 1987년 5월에 1만호를 기록했다. 1992년에 조선일보에서 정년 퇴직한 뒤에 문화일보로 옮겨 연재하다가 2000년 9월 29일에 1만 4139회를 끝으로 <고바우 영감>의 연재가 종료되었다. <고바우 영감>은 대한민국 언론사상 최장기 연재 네컷 만화 기록을 가지고 있다. 2000년 11월 1일에 고바우 탄생 50주년을 기념하여 우표가 발행되기도 하였다.

## 원화 문화재 등록
문화재청은 2012년 12월 20일에 <고바우 영감> 원화를 작품성, 캐릭터의 가치, 현대사 연구를 위해 중요한 학술적, 사료적 가치를 인정하여 문화재로 등록 예고한다고 밝혔다. 원화는 철장, 낱장, 병풍 등의 형태로 보관 중이며, 최고급 양지에 묵으로 그려졌다. 문화재청은 이 중 김성환이 개인 소장하고 있던 6496매와 동아일보가 소장하고 있던 4247매, 총 1만 743매의 원화를 문화재로 등록 예고했다.

## 고바우 이름의 유래
예전에 어린 아이들의 이름을 지을 때 바위와 같이 건강하게 자라기를 바라는 마음으로 '바우'라는 이름을 많이 지었는데, 여기에서 기원하여 지었다고 한다. 또한 고바우의 성이 고씨인 이유는, 다른 성씨들이 '바우'라는 이름에는 어색했기 때문이라고 한다.

## 고바우 노래
고바우 영감이 인기를 끌자, 아이들 사이에서도 '고바우 영감이/고개를 넘다가/고개를 다쳐서/고약을 발랐더니/고만 낫더래'라는 노래가 유행하기도 했다.

## 같이 보기
- 김성환 (만화가)
- 경무대 똥통 사건
- 네 컷 만화